# Citroën U23
Citroën U23, или Type 23, был лёгким (2-тонным) грузовиком, представленным Citroën в 1935 году. Хотя капот двигателя и передняя часть кузова были похожи на Citroën Traction Avant, U23 имел обычную заднеприводную компоновку. Производство продолжалось до 1969 года, и было выпущено около миллиона экземпляров.
Грузовик был оснащён четырёхцилиндровым бензиновым двигателем объёмом 1911 куб. См, а в 1936 году стал доступен четырёхцилиндровый дизельный двигатель объёмом 1767 куб.
Одним из основных заказчиков были французские военные, заказавшие большое количество Type 23 после объявления Второй мировой войны. Во время немецкого вторжения менее чем за десять месяцев было доставлено более 12 000 самолётов. Около 6000 человек были отправлены на службу в Германию после поражения Франции в июне 1940 года.
Автобусные версии, получившие название Type 23 RU, были представлены в 1941 году.
В середине 1950-х годов U23 подвергся серьёзному рестайлингу, в результате чего он получил широкую горизонтальную решётку радиатора, в которую вошли фары, которые ранее устанавливались на крыльях. Постепенно он был заменён модельным рядом Citroën от 350 до 850, также называемым Belphégor, который был представлен в 1964 году, хотя производство U23 продолжалось до 1969 года.